# Billy Talent
Pour les articles homonymes, voir Talent.
Pour l'album éponyme, voir Billy Talent (album).
Billy Talent est un groupe de punk rock canadien, originaire de Mississauga, en Ontario. Il est formé en 1993 avec Benjamin Kowalewicz au chant, Ian D'Sa à la guitare, Jon Gallant à la basse, et Aaron Solowoniuk à la batterie. Aucun changement de formation n'est effectué jusqu'au départ d'Aaron en 2016, Jordan Hastings d'Alexisonfire, Cunter et Say Yes le remplacent. En 13 ans d'existence, Billy Talent compte plus d'un million d'albums vendus rien qu'au Canada et près de trois millions d'albums à l'international.
Les membres se rencontrent et jouent au Our Lady of Mount Carmel Secondary School sous le nom de Pezz et restent underground dans la scène musicale indépendante torontoise jusqu'en 2001. Le groupe se rebaptise Billy Talent à cause de problèmes de droits. Ils signent ensuite un contrat avec Warner Music Canada et se popularisent. Dès lors, Billy Talent est certifié multi-disque de platine au Canada et continue d'étendre son succès outre-mer avec une tournée de vingt mois en soutien à son deuxième album. Ils publient leur troisième album, intitulé Billy Talent III, le 14 juillet 2009, et leur quatrième album, Dead Silence, le 4 septembre 2012. Dead Silence est suivi par une tournée britannique à la fin de 2012.

## Biographie

### Origines (1993-1999)

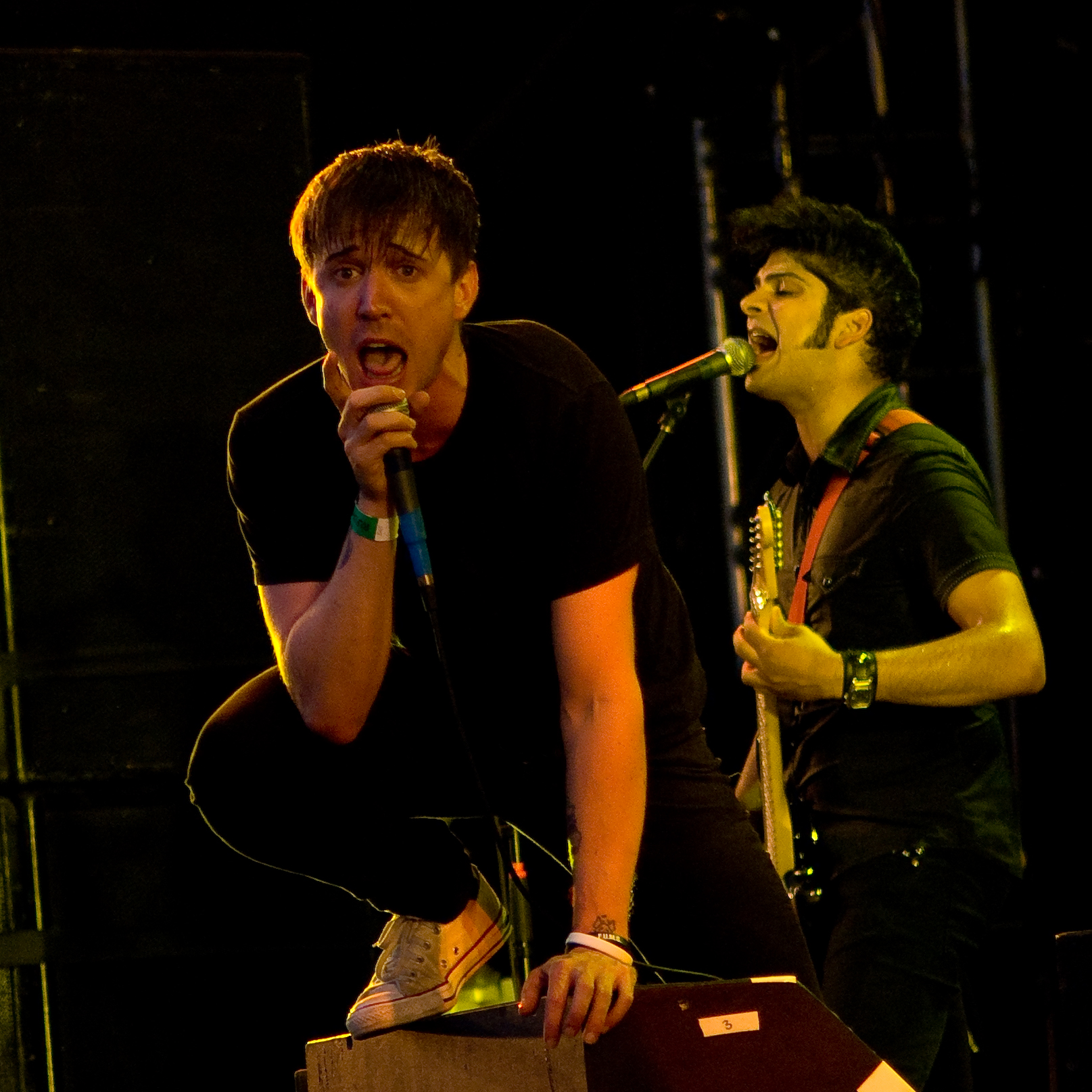
Ce n'est que durant l'enregistrement de Watoosh! que Kowalewicz et D'Sa ont commencé à chanter ensemble.

Le groupe est originaire de Streetsville, en Ontario, une petite partie de Mississauga, près de Toronto, Ontario, Canada. Tous les membres étaient à la même école, nommée Our Lady of Mount Carmel Secondary School. En 1993, Ben Kowalewicz, Jon Gallant, Aaron Solowoniuk, tous trois membres du groupe To Each His Own, et Ian D'Sa, membre du groupe Dragon Flower puis Soluble Fish se rencontrent dans les coulisses d'un concours de talents.
Ils fondent le groupe Pezz peu après, commencent à composer et jouer leurs compositions et à attirer l'attention du public, en particulier lors de leur collaboration avec les Junos. Après avoir enregistré deux EP (Demoluca et Dudebox), leur premier album nommé Watoosh! sort en 1999,.

### Succès (1999-2004)
En 1999, Pezz change de nom après avoir rencontré des problèmes légaux à cause d'un groupe américain du même nom créé en 1989 et devient Billy Talent, faisant référence à un personnage de Hard Core Logo,.
En 2001, Billy Talent lance l'EP  Try Honesty, qui leur permet de se faire remarquer par le producteur Gavin Brown, les laissant créer, enregistrer et mettre en vente leur premier album studio sous le nom de Billy Talent. En 2002, le groupe conclut un partenariat avec les labels Atlantic Records et Warner Music Canada. À la fin de 2003, le groupe rencontre son premier grand succès lors de la sortie du premier album. L'album homonyme contient quatre singles que sont Try Honesty, The Ex, River Below et Nothing to Lose, publiés entre fin 2003 et 2004. La chanson Nothing to Lose est utilisée dans le film polonais La Chambre des suicidés (2011).
Le groupe joue à guichet fermé au Canada et aux États-Unis, puis se popularise en Europe. Le groupe reçoit deux Juno (dans les catégories « album de l'année » et « groupe de l'année ») et est nommé du MuchMusic Video Award, avant de passer l'année 2005 en tournée. Billy Talent est certifié triple-disque de platine au Canada.

### Billy Talent II(2005-2007)

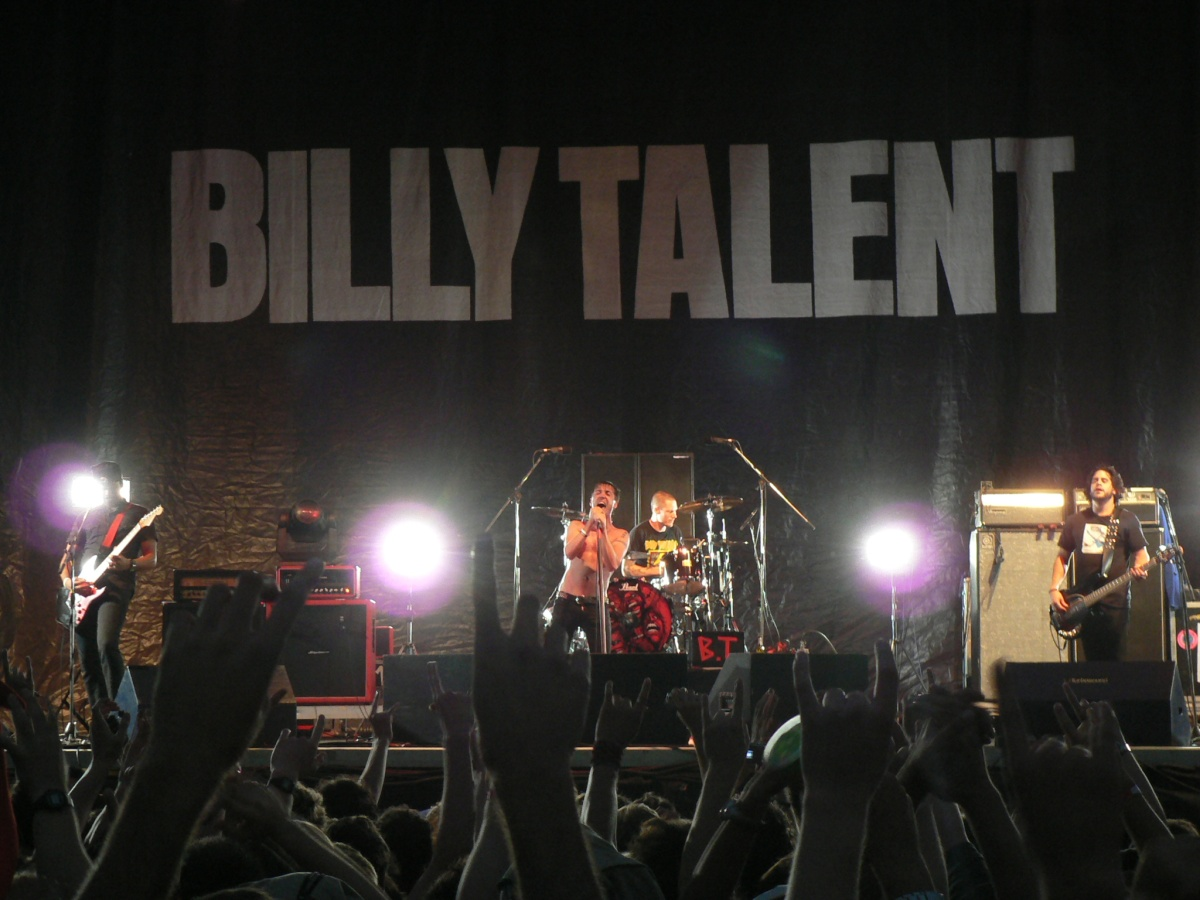
Billy Talent en concert en 2007.

Leur second album est lancé au Canada le 27 juin 2006 toujours sous l'étiquette Atlantic Records. Dès sa sortie, il se place directement en première position des ventes au Canada.
Le premier single, Devil in a Midnight Mass, connaît un beau succès. Avec cet album, le groupe espère percer aux États-Unis et en Europe. La chanson Devil in a Midnight Mass est une chanson écrite par le chanteur Ben Kowalewicz, sensibilisé par une affaire de pédophilie dans laquelle un prêtre ayant abusé de plus de 150 enfants a été condamné puis assassiné par un codétenu.
Le second single est Red Flag. Ce single est inclus dans le programme EAtrax, et se retrouve ainsi dans plusieurs jeux signés Electronic Arts, notamment Burnout Revenge et Burnout Legend (sur PSP), ainsi que SSX on Tour, ce qui permet au groupe de se faire connaître sur plusieurs continents. Le troisième single, Fallen Leaves, connaît du succès principalement en Allemagne. Le quatrième est Surrender, et le dernier est This Suffering.

### Billy Talent III(2008-2010)
Billy Talent dévoile, quelques mois avant la sortie de leur nouvel album, un premier single : Turn Your Back, sur laquelle on note la participation du groupe Anti-Flag, de bons amis du groupe. Depuis mars 2009, on peut visualiser sur YouTube une vidéo live de Devil on My Shoulder, un des titres du nouvel album, ainsi que, depuis le 10 mai, la chanson intitulée Rusted from the Rain. Depuis le 10 juin, leur nouveau single Saint Veronika est disponible.
L'album Billy Talent III est en vente depuis le 14 juillet 2009. Le dernier succès à ce jour est Diamond on a Landmine.

### Dead SilenceetHits(2012–2014)
L'enregistrement de Dead Silence débute en novembre 2011. Le 25 mai 2012, Viking Death March, premier titre révélé de l'album, est disponible en téléchargement légal sur le site officiel du groupe. Le nom et la pochette de l'album ont été dévoilés le 11 juillet 2012 ainsi que la liste complète des chansons le 27 juillet. L'album sort le 11 septembre 2012.
Le groupe effectue une tournée canadienne avec Sum 41, Hollerado, Indian Handcrafts, et Monster Truck (qui remplace Sum 41 après leur tournée à Halifax). Le 22 août 2014, le groupe annonce la sortie de Hits, un best-of qui comprend deux nouvelles chansons.
Le 25 septembre 2014, Billy Talent publie Kingdom of Zod, l'une des deux nouvelles chansons de Hits. Le 4 novembre 2014, le groupe publie Hits.

### Afraid of Heights(depuis 2015)
Le 26 novembre 2015, Ben annonce leur entrée en studio pour le 4 janvier 2016, ainsi qu'un nouvel album prévu pour été 2016. Le 12 mai 2016, le groupe annonce le titre de l'album, Afraid of Heights, qui sera publié le 29 juillet 2016. Le même jour, le groupe publie son single Afraid of Heights.
Aaron rejoint le groupe le 27 février 2017 à leur concert au Air Canada Centre de Toronto pour jouer deux chansons. Le groupe est aussi rejoint par Jeremy Widerman de Monster Truck pour une reprise de Nautical Disaster en hommage à Gord Downie.

## Membres

### Membres actuels
- Benjamin Kowalewicz - chant (depuis 1993)
- Ian D'Sa - guitare (depuis 1993)
- Jonathan Gallant - basse (depuis 1993)
- Aaron Solowoniuk - batterie (depuis 1993, en pause depuis 2016)

### Membre de tournée
- Jordan Hastings – batterie, percussions (depuis 2016)
- Loel Campbell – batterie, percussions (depuis 2022-)

## Discographie

### Albums studio
- 1999 : Watoosh! (sous le nom de Pezz)
- 2003 : Billy Talent
- 2006 : Billy Talent II
- 2009 : Billy Talent III
- 2012 : Dead Silence
- 2016 : Afraid of Heights
- 2022 : Crisis of Faith

### Compilations et Albums en public
- 2006 : Live from the UK Sept./2006
- 2007 : 666 Live
- 2014 : Hits (Compilation)
- 2023 : Live at Festhalle Frankfurt

### EP
- 1993 : Demoluca (sous Pezz)
- 1994 : Dudebox (sous Pezz)
- 2001 : Try Honesty
- 2003 : Try Honesty / Living in the Shadows
- 2006 : Red Flag
- 2007 : Fallen Leaves
- 2007 : Surrender EP
- 2010 : Saint Veronika EP

### Singles
| Date de sortie | Titre                            | Album             |
| -------------- | -------------------------------- | ----------------- |
| 2003           | Try Honesty                      | Billy Talent      |
| 2003           | Living in the Shadows            | Billy Talent      |
| 2003           | Line & Sinker                    | Billy Talent      |
| 2003           | Voices of Violence               | Billy Talent      |
| 2003           | The Ex                           | Billy Talent      |
| 2003           | River Below                      | Billy Talent      |
| 2003           | Nothing to Lose                  | Billy Talent      |
| 2006           | Devil in a Midnight Mass         | Billy Talent II   |
| 2006           | Red Flag                         | Billy Talent II   |
| 2006           | Fallen Leaves                    | Billy Talent II   |
| 2006           | Surrender                        | Billy Talent II   |
| 2007           | This Suffering                   | 666 live !        |
| 2008           | Turn Your Back (feat. Anti-Flag) | Billy Talent III  |
| 2009           | Rusted from the Rain             | Billy Talent III  |
| 2009           | Devil on My Shoulder             | Billy Talent III  |
| 2010           | Saint Veronika                   | Billy Talent III  |
| 2010           | Diamond on a Landmine            | Billy Talent III  |
| 2012           | Viking Death March               | Dead Silence      |
| 2012           | Surprise Surprise                | Dead Silence      |
| 2013           | Stand Up and Run                 | Dead Silence      |
| 2013           | Show Me the Way                  | Dead Silence      |
| 2016           | Afraid of Heights                | Afraid of Heights |
| 2016           | Louder Than the DJ               | Afraid of Heights |
| 2016           | Ghost Ship of Cannibal Rats      | Afraid of Heights |
| 2020           | Reckless Paradise                | Crisis of Faith   |
| 2020           | I Beg to Differ                  | Crisis of Faith   |
| 2021           | End of Me                        | Crisis of Faith   |

## Récompenses
| Date de certification | Certification | Unités vendus | Album            |
| --------------------- | ------------- | ------------- | ---------------- |
| juin 2006             | 1X Platine    | 100 000       | Billy Talent II  |
| janvier 2007          | 2X Platine    | 200 000       | Billy Talent II  |
| janvier 2007          | 3X Platine    | 300 000       | Billy Talent     |
| octobre 2009          | 1X Platine    | 80 000        | Billy Talent III |